# برنامج المعيشة المستقلة
برنامج المعيشة المستقلة (بالإنجليزية: Independent living) كما يراها مؤيدوها، هي فلسفة، وطريقة للنظر إلى المجتمع والإعاقة، وحركة عالمية للأشخاص ذوي الإعاقة تعمل من أجل تكافؤ الفرص، وتقرير المصير، واحترام الذات. في سياق رعاية المسنين، يُنظر إلى المعيشة المستقلة باعتبارها خطوة في استمرارية الرعاية، حيث تعتبر المعيشة المدعومة هي الخطوة التالية.
في معظم البلدان، يزعم أنصار حركة المعيشة المستقلة أن الأفكار المسبقة والنظرة الطبية السائدة للإعاقة تساهم في خلق مواقف سلبية تجاه الأشخاص ذوي الإعاقة، وتصويرهم على أنهم مرضى ومعيبون ومنحرفون، أو كأشخاص يحتاجون إلى تدخل مهني، أو كعبء على أنفسهم وأسرهم. وتؤثر هذه الصور سلباً على فرص الأشخاص ذوي الإعاقة في تكوين أسرهم الخاصة، والحصول على التعليم والعمل، مما قد يؤدي إلى عيش الأشخاص ذوي الإعاقة في فقر. البديل للنموذج الطبي للإعاقة هو النموذج الاجتماعي للإعاقة.
مع ارتفاع عدد كبار السن، زادت شعبية مرافق المعيشة المستقلة كخيار للمواطنين المسنين.

## التاريخ في الولايات المتحدة
نشأت حركة المعيشة المستقلة من حركة حقوق ذوي الإعاقة، والتي بدأت في الستينيات. تعمل حركة IL على استبدال مفاهيم خبراء التعليم الخاص وإعادة التأهيل المتعلقة بالتكامل والتطبيع وإعادة التأهيل بنموذج جديد تم تطويره من قبل الأشخاص ذوي الإعاقة أنفسهم. كان أول منظري ومنظمي الحياة المستقلة أشخاصًا يعانون من إعاقات شديدة (على سبيل المثال، إد روبرتس، هيل زوكاس ‏، جوديث هيومان، بيج نوسيك، جوني لاسي ‏، بيفرلي تشابمان، ليكس فريدن ‏) وبالطبع الأصدقاء والمتعاونين الأوائل في السبعينيات (جولي آن راسينو) وداعمي الجامعة والحكومة طوال الثمانينيات والتسعينيات. كان إد روبرتس مصابًا بشلل رباعي وكان يعاني من التمييز في العديد من جوانب حياته المختلفة. ومع ذلك، فإن نضاله من أجل القبول في المدارس هو ما اشتهر به روبرتس. في المدرسة الثانوية، تم منع روبرتس من التخرج لأنه لم يتمكن من إكمال متطلبات الصالة الرياضية، حيث كان مشلولًا وقضى معظم وقته في رئة حديدية. كان التحدي التعليمي الأكبر الذي واجهه عندما تم قبوله في الكلية. بعد أن ناضل من أجل الحصول على القبول، رفضت جامعة بيركلي إعطاء روبرتس مساعدة مالية. ثم رفع دعوى قضائية ضد بيركلي من أجل الحصول على حق الوصول والتكامل. وعلى الرغم من فوزه بالقضية، تم إيواء روبرتس في مستوصف المدرسة بدلاً من المساكن الطلابية. وعندما بدأ آخرون من ذوي الإعاقة في الالتحاق بالمدرسة والعيش في المستوصف، تم تشكيل مجموعة ناشطة تسمى «الرباعيات المتدحرجة». لقد انتهى بهم الأمر إلى بدء برنامج الطلاب ذوي الإعاقة، وهو مورد للأشخاص ذوي الإعاقة والذي يديره أشخاص من ذوي الإعاقة. أدى هذا البرنامج إلى إنشاء أول مركز للمعيشة المستقلة في أمريكا، وهو مركز بيركلي للمعيشة المستقلة. ازدهرت هذه المراكز في جميع أنحاء الولايات المتحدة وتشكل جزءًا كبيرًا من السبب وراء الدور الفعال الذي لعبه إد روبرتس في بداية حركة الحياة المستقلة. كما أدى مشروع كبير في بيركلي، كاليفورنيا، بقيادة روبرتس وآخرين في مركز الحياة المستقلة إلى خفض الأرصفة على طول شارعي تيليغراف وشاتوك، مما أدى إلى إنشاء مسار واسع للسفر.

## الفلسفة
الحياة المستقلة لا تعني أن نرغب في القيام بكل شيء بأنفسنا، أو أن لا نحتاج إلى أحد، أو أن نفضل العيش في عزلة. بل تعني أن نطالب بنفس الخيارات والتحكم في حياتنا اليومية التي يعتبرها إخوتنا وأخواتنا وجيراننا وأصدقاؤنا غير المعاقين أمرًا مسلمًا به. نريد أن نكبر مع عائلاتنا، وأن نرتاد مدرسة الحي، وأن نستخدم نفس حافلة جيراننا، وأن نعمل في وظائف تتوافق مع تعليمنا واهتماماتنا، وأن ننشئ أسرًا خاصة بنا. نحن أناس عاديون في جوهرنا، نتشارك نفس الحاجة إلى الشعور بالانتماء والتقدير والمحبة.

## التاريخ في كندا
يمكن إرجاع تاريخ استقلال كندا، والعيش في المنزل، وحركة الحياة المستقلة إلى الثورة الصناعية في القرن التاسع عشر. لقد أدت الثورة الصناعية إلى تغييرات سريعة في بنية المجتمع واقتصادات العمل المدفوع الأجر وغير المدفوع الأجر. تغير توزيع العمالة عندما هاجر عمال المزارع وأسرهم، الذين حلت التكنولوجيا محلهم في المزارع، من المجتمعات الريفية الصغيرة إلى المراكز الحضرية الكبيرة بحثًا عن عمل مربح في الصناعة. أدى إعادة توزيع العمالة الزراعية المدفوعة الأجر على الصناعة إلى خلق نقص في الرعاية المنزلية غير مدفوعة الأجر للأشخاص ذوي الإعاقة والمعالين الذين أصبح مقدمو الرعاية لديهم مشغولين أيضًا بالعمل الصناعي المدفوع الأجر. لقد تم تعطيل الاقتصاد الذي كان يعتبر أمرا مفروغا منه والذي يعتمد على الرعاية (والذي كان في السابق غير مدفوع الأجر ويدعمه الأسر والمجتمعات الريفية الصغيرة)، كما عانت المجتمعات الصناعية من مستويات متزايدة من التشرد والفقر نتيجة للهيكل الاجتماعي الصناعي.
دفعت المجتمعات الحضرية الحكومات إلى إيجاد حل أخلاقي لمشكلة الأشخاص ذوي الإعاقة والمعالين الذين لا يتلقون الرعاية اللازمة. استجابت الحكومات الإقليمية ببناء وتمويل المؤسسات الطبية، إلا أن الرعاية المؤسسية كانت معيبة بشدة. لقد خلقت الرعاية المؤسسية نظامًا أبويًا ومنفصلًا قام بإضفاء طابع طبي على هويات الأشخاص ذوي الإعاقة والمعالين وشارك بنشاط في انتهاك حقوقهم الإنسانية.
في أواخر القرن العشرين، ناضلت حركة اجتماعية تسمى حركة المعيشة المستقلة لإعادة تحديد الأشخاص ذوي الإعاقة والمعالين كأشخاص لديهم معتقدات وقيم وأحلام وهويات تتجاوز تشخيصاتهم الطبية. كان الهدف الشامل للحركة هو منح الأشخاص المعتمدين والمعاقين حرية الاختيار والسيطرة في تقديم الرعاية الصحية والاجتماعية من خلال إعادة دمج المجتمع والرعاية التي تدعمها الدولة.
وجدت حركة المعيشة المستقلة دعمًا كبيرًا لإلغاء المؤسسات من خلال حركة أيديولوجية أخرى تُعرف باسم الليبرالية الجديدة. يعارض المفكرون النيوليبراليون تدخلات الدولة مثل الرعاية المؤسسية، ويروجون لأنظمة تقديم الرعاية التنافسية القائمة على السوق كحلول فعالة من حيث التكلفة لرعاية الأشخاص المعالين والمعاقين. وبفضل الدعم الذي قدمته الحركتان، اكتسبت الرعاية المجتمعية شعبية كبيرة باعتبارها بديلاً أخلاقياً وفعالاً من حيث التكلفة للرعاية المؤسسية.
تزامن إلغاء المؤسسات مع الركود الاقتصادي في ثمانينيات القرن العشرين. إن أهداف حركة المعيشة المستقلة – الاختيار والسيطرة والرعاية الجيدة – تم الاستيلاء عليها بشكل أساسي من خلال المثل النيوليبرالية المتمثلة في التحكم في التكاليف والاكتفاء الذاتي والتدخل الحكومي البسيط. وقد حدثت إزالة المؤسسات إلى جانب إعادة هيكلة خدمات الصحة والرعاية الاجتماعية في جهد متضافر لتقليل الإنفاق العام وتحسين كفاءة الرعاية الرسمية. وقد تم تبرير تخفيضات الخدمة من خلال المعتقدات النيوليبرالية التي تقول بأن كل الناس يجب أن يكونوا مستقلين، أو على الأقل يجب أن يكون لديهم أسر يمكنها تقديم الدعم لهم. تم تصميم الرعاية المجتمعية كحل وسط بين القيم الليبرالية الجديدة والواقع المعيشي للأشخاص ذوي الإعاقة والمعالين في حركة المعيشة المستقلة.
دخلت الرعاية المنزلية، أو الرعاية المجتمعية المنزلية، حيز التنفيذ في ثمانينيات القرن العشرين في معظم المقاطعات الكندية باعتبارها حلاً سياسياً لسد الفجوة بين الرعاية المؤسسية والرعاية المجتمعية. إن الانتقال مستمر ومثير للجدل. لا يشمل قانون الصحة الكندي ‏ لعام 1984 الرعاية المنزلية، وتميل الحكومات الإقليمية والفيدرالية إلى الخلاف حول التمويل. وتتعرض جميع مستويات الحكومة لضغوط للحد من الإنفاق مع الحفاظ على خدمات عادلة وسهلة الوصول للأشخاص ذوي الإعاقة والمعالين. النتيجة هي نظام هش لخدمات الرعاية المجتمعية التي تديرها المقاطعات والتي تعمل على تقنين الرعاية الطبية مع تجنب القضية الاجتماعية المعقدة المتمثلة في إصلاح الرعاية المجتمعية على المدى الطويل. ويتحدث صناع السياسات الكنديون عن نموذج اجتماعي للإعاقة، وعادة ما يعترفون بأن هذا النموذج مفضل لدى الأشخاص ذوي الإعاقة، ومع ذلك، فإن واقع السياسة المتعلقة بالحياة المستقلة يقترب من نموذج يجمع بين الأيديولوجيات الطبية الحيوية والليبرالية الجديدة مع إهمال العوامل الاجتماعية والبيئية المحددة للقدرة. تظل الحياة المستقلة صعبة بالنسبة للعديد من الأشخاص، ويتم تقديم الرعاية المؤسسية كحل عملي مستمر لتلبية احتياجات الرعاية. من الواضح في الدفع الأيديولوجي نحو المعيشة المستقلة هو تسويق الرعاية المؤسسية باعتبارها معيشة مستقلة في كندا في القرن الحادي والعشرين. يتم التمويل من خلال مزيج لامركزي من الأنظمة المدفوعة من القطاع العام والخاصة الربحية والخاصة غير الربحية. بالإضافة إلى الرعاية المنزلية، يتم تقديم الرعاية المجتمعية من خلال مجموعة متنوعة من نماذج تقديم الخدمة بما في ذلك المعيشة الداعمة، والمعيشة المدعومة، والرعاية طويلة الأمد.
تحاول هذه الأشكال الأحدث من الرعاية المؤسسية تعظيم المعيشة المستقلة مع تقليل الرعاية المقدمة، سواء لدعم احتياجات الأشخاص ذوي الإعاقة والمعالين أو للسيطرة على التكاليف في اقتصاد الرعاية الرسمي. قد يتم استيعاب الاحتياجات غير الملباة للأشخاص المعتمدين على الرعاية غير المؤسسية من قبل الأسر والمجتمعات من خلال اقتصاد الرعاية غير المدفوعة الأجر، في أنظمة الرعاية الحادة والأولية الحالية، أو تركها دون معالجة.

## في ألمانيا
على غرار محكمة راسل ‏ التي أقامتها منظمة العفو الدولية، أدانت محكمة المقعدين انتهاكات حقوق الإنسان للأشخاص ذوي الإعاقة.

## مراكز المعيشة المستقلة
في عام 1972، تم تأسيس أول مركز للحياة المستقلة من قبل نشطاء ذوي الإعاقة، بقيادة إد روبرتس، في بيركلي، كاليفورنيا. تم إنشاء هذه المراكز لتقديم الدعم بين الأقران والقدوة، ويتم إدارتها والتحكم فيها من قبل الأشخاص ذوي الإعاقة. وفقًا لنهج التعلم التفاعلي، فإن مثال أحد الأقران، أي شخص كان في وضع مماثل، يمكن أن يكون أكثر قوة من تدخلات متخصص غير معاق في تحليل وضع الشخص، وفي تحمل المسؤولية عن حياته وفي تطوير استراتيجيات التكيف.
وفقًا لحركة التعلم التفاعلي، مع دعم الأقران، يمكن للجميع – بما في ذلك الأشخاص ذوي الإعاقات التنموية الواسعة النطاق – أن يتعلموا اتخاذ المزيد من المبادرة والسيطرة على حياتهم. على سبيل المثال، يتم استخدام الدعم من الأقران في فصول مهارات الحياة المستقلة حيث يتعلم الأشخاص الذين يعيشون مع عائلاتهم أو في المؤسسات كيفية إدارة حياتهم اليومية استعدادًا للعيش بمفردهم.
توجد مجموعة أساسية من الخدمات (الخدمات الأساسية) في جميع المراكز، ولكن هناك بعض التنوع في البرامج المقدمة، ومصادر التمويل، والموظفين، من بين أمور أخرى. اعتمادًا على الخدمات العامة في المجتمع، قد تساعد المراكز في إحالة الإسكان والتكيف، أو إحالة المساعدة الشخصية، أو المساعدة القانونية. عادة، تعمل المراكز مع الحكومات المحلية والإقليمية لتحسين البنية التحتية، وزيادة الوعي بقضايا الإعاقة، والضغط من أجل التشريع الذي يعزز تكافؤ الفرص ويحظر التمييز. لقد أثبتت المراكز في ولايات مثل كاليفورنيا وماساتشوستس ونيويورك وبنسلفانيا وإلينوي فعاليتها في تسهيل الحياة المستقلة للأشخاص ذوي الإعاقة، فضلاً عن تمكين الأشخاص ذوي الإعاقة من الدفاع عن أنفسهم، وتقديم الدعم المتبادل لبعضهم البعض، والمشاركة في خلق المجتمع عبر الاختلافات في الظروف واحتياجات الوصول والقدرات.
في المملكة المتحدة، بدأ المجلس البريطاني لمنظمات الأشخاص ذوي الإعاقة ‏ (BCODP، 1981–2017) المركز الوطني للحياة المستقلة ‏ (NCIL، 1989–2011) كمشروع، والذي أصبح منظمة مستقلة في أوائل العقد الأول من القرن الحادي والعشرين قبل اندماجه مع منظمتين أخريين لتشكيل حقوق الأشخاص ذوي الإعاقة في المملكة المتحدة في يناير 2012. تلتزم جميع هذه المنظمات بالنموذج الاجتماعي للإعاقة.